# Judgment Day (2000)
Judgment Day (2000) — второе в истории шоу Judgment Day, PPV-шоу производства World Wrestling Federation (WWF, ныне WWE). Шоу проходило 21 мая 2000 года в Freedom Hall в Луисвилле, Кентукки. Первое в истории шоу Judgment Day было шоу из линейки In Your House, проведенным в октябре 1998 года. В результате смерти Оуэна Харта на шоу Over the Edge в мае 1999 года, Judgment Day был восстановлен вместо Over the Edge в 2000 году и был стал в ежегодным шоу WWF.
В главном событии — матче «Железный человек» за звание чемпиона WWF — Трипл Эйч встретился со Скалой, а специальным приглашенным рефери был распорядитель WWF Шон Майклз. Трипл Эйч победил Скалу и выиграл титул со счетом 6 удержаний против 5, после дисквалификации на последних секундах в результате вмешательства вернувшегося Гробовщика.

## Результаты
| Номер                            | Матч | Тип матча                                                                            | Время   |
| -------------------------------- | --- | ------------------------------------------------------------------------------------ | ------- |
| Пре-шоу                          | Британский Бульдог победил Джои Эбса                                                                         | Одиночный матч                                                                       | 04:28   |
| Пре-шоу                          | Эсса Риос и Лита победили Таку Мичиноки и Фунаки                                                             | Смешанный командный матч                                                             | 05:02   |
| Пре-шоу                          | Крёстный отец победил Ди’Ло Брауна                                                                           | Одиночный матч                                                                       | 03:40   |
| 1                                | Too Cool (Скотти 2 Хотти, Гранд Мастер Сексей и Рикиши) победили команду ЕСК (Курта Энгла, Кристиана и Эджа) | Командный матч шести человек                                                         | 09:46   |
| 2                                | Эдди Герреро (с) (с Чайной) победил Перри Сатурна и Дина Маленко                                             | Матч «Тройная угроза» за титул европейского чемпиона WWF                             | 07:57   |
| 3                                | Шейн Макмэн победил Биг Шоу                                                                                  | Матч с удержаниями где угодно                                                        | 07:12   |
| 4                                | Крис Бенуа (с) победил Криса Джерико                                                                         | Одиночный матч за титул интерконтинентального чемпиона WWF                           | 13:27   |
| 5                                | D-Generation X (Икс-пак, Дорожный пёс и Тори) победили «Братьев Дадли» (Буббу Рея и Дивона)                  | Командный матч со столами                                                            | 10:55   |
| 6                                | Triple H (со Стефани Макмэн-Хелмсли) победил Скалу (с) со счётом 6-5                                         | Матч «Железный человек» за титул чемпиона WWF со специальным рефери — Шоном Майклзом | 1:00:00 |
| (c) — чемпион на момент поединка | |                                                                                      |         |